# Relațiile dintre Republica Moldova și Uniunea Europeană
Relațiile dintre Republica Moldova și Uniunea Europeană au fost formal lansate odată cu semnarea la 28 noiembrie 1994 a Acordului de Cooperare și Parteneriat, care a intrat în vigoare la 1 iulie 1998.
În prezent UE și RM dezvoltă o relație din ce în ce mai strânsă, aceasta mergând dincolo de cooperare, până la integrarea economică treptată și o aprofundare a cooperării politice. Integrarea Europeană rămîne obiectivul principal și ireversibil al agendei interne și externe a Republicii Moldova.
Republica Moldova este cel mai mare beneficiar de asistență europeană din lume pe cap de locuitor, doar între 2007 și 2013 aceasta primind peste 560 de milioane de euro de la UE.

## Dezvoltare

### 1994-2009
Acordul de Parteneriat și Cooperare reprezintă baza juridică a relațiilor dintre Republica Moldova și Uniunea Europeană. Acordul a fost semnat la 28 noiembrie 1994 și a intrat în vigoare la 1 iulie 1998 pentru o durată inițială de 10 ani. Acest aranjament asigură baza colaborării cu UE în domeniul politic, comercial, economic, juridic, cultural-științific.
Totodată, dialogul politic între RM și UE este asigurat prin intermediul reuniunilor în formatul Dialogului Politic UE-Moldova (COEST, COPS, Directorii Politice) în cadrul cărora se discută parcursul reformelor în RM, relațiile RM-UE și subiecte de interes comun în domeniul politicii externe și de securitate. Pe parcursul anului sunt organizarea vizite reciproce, întîlniri și consultări la toate nivelele.
În mai 2004 Republica Moldova a fost inclusă în Politica Europeană de Vecinătate a UE. Planul de Acțiuni RM-UE a fost semnat la 22 februarie 2005. La 4 mai 2006, RM a fost acceptată în calitate de membru cu drepturi depline în cadrul Procesului de Cooperare în Europa Sud Est, ceea ce confirmă încă o data apartenența Republicii Moldova la spațiul Sud-Est European și deschide noi perspective cadrului de relații între RM și UE.
Pe 6 octombrie 2005 a fost instiuită Delegația Uniunii Europene în Republica Moldova pentru a facilita mai mult relațiile moldo-comunitare, primul ambasador al UE în Moldova a devenit Cesare de Montis (octombrie 2005 - noiembrie 2009), iar din noiembrie 2009 ambasador este Dirk Schuebel. 
În iunie 2008 a fost lansat Parteneriatul de Mobilitate RM-UE.

### 2009-2022

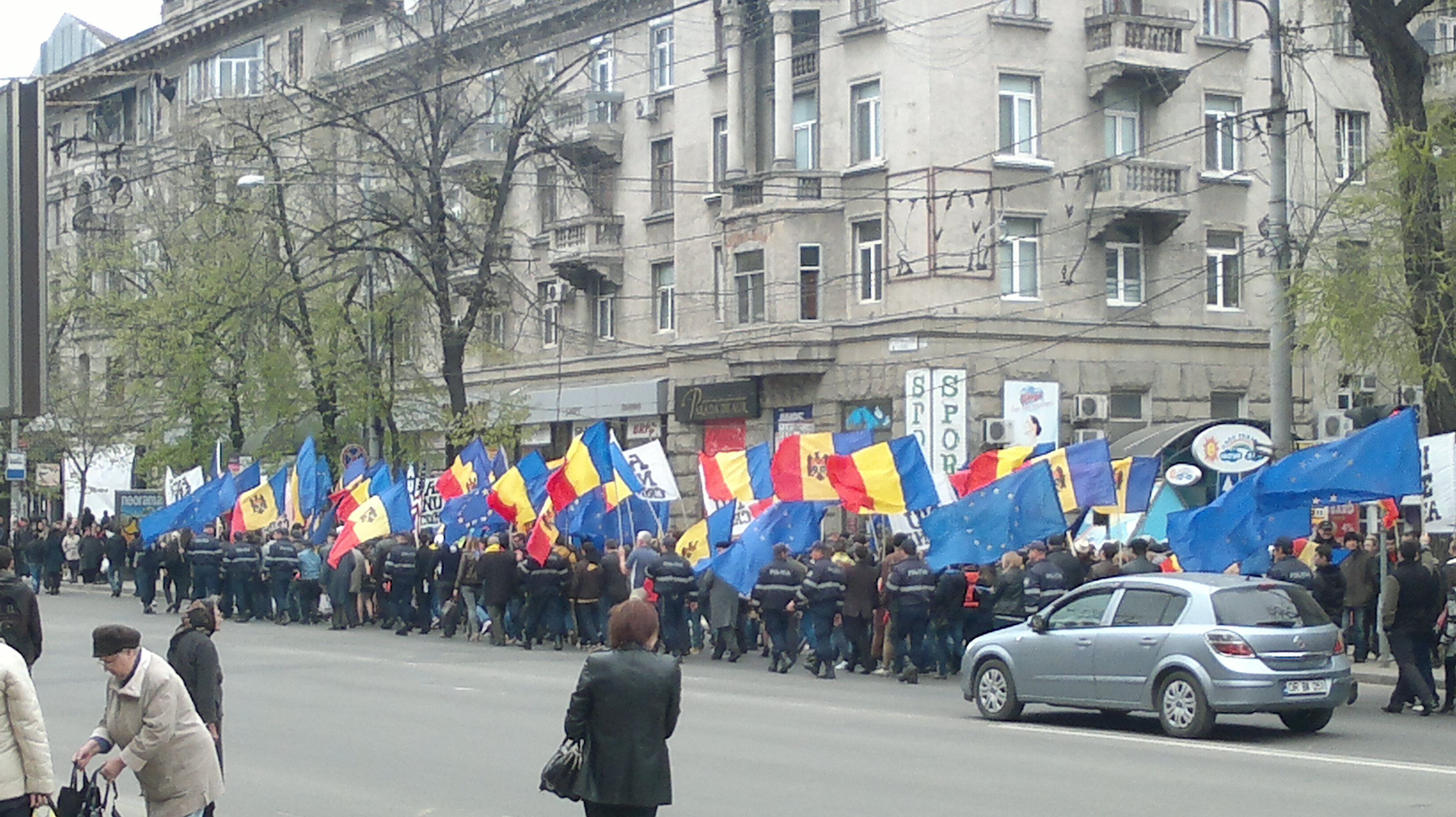
Manifestație proeuropeană la Chișinău, 6 aprilie 2014

Începând cu 7 mai 2009 Republica Moldova participă la inițiativa Parteneriatului Estic contribuind activ la dezvoltarea dimensiunii bilaterale și a celei multilaterale.
La 1 ianuarie 2010, Republica Moldova a devenit membru cu drepturi depline al Comunității Energetice Europene.
În ianuarie 2010, a fost lansat Grupul pentru Acțiunea Europeană a Republicii Moldova (GAERM), la inițiativa României și Franței, pentru promovarea intereselor și vizibilității Republicii Moldova pe agenda europeană.
La 15 iunie 2010 a fost lansat Dialogul RM-UE în domeniul liberalizării vizelor. În ianuarie 2011, Republica Moldova a primit Planul de acțiuni privind liberalizarea vizelor, care conține două seturi de condiții, care odată implementate vor contribui la instituirea unui regim fără vize între RM și UE.
Pe 24 ianuarie 2011 Republica Moldova a primit în mod oficial un plan de acțiune pentru instituirea unui regim fără vize pentru călătoriile de scurtă ședere de la comisarul UE pentru Afaceri Interne.
La 1 mai 2011 a fost definit protocolul privind principiile generale pentru participarea RM la programele UE. Primul program UE la care RM planifica să participe este FP7.
Pe 26 iunie 2012 a fost semnat acordul privind aderarea Republicii Moldova la Spațiul Aerian Comun cu Uniunea Europeană.
În octombrie 2013, Consiliul European a anunțat că liberalizarea regimului de vize pentru cetățenii Republicii Moldova ar putea fi stabilită deja în 2014.
La cel de-al III-lea Summit al Parteneriatului Estic de la Vilnius care a avut loc pe 28 și 29 noiembrie 2013 Republica Moldova a semnat Acordul de Asociere, inclusiv pentru o Zonă de liber schimb aprofundat și cuprinzător (ZLSAC) și de liberalizare a regimului de vize cu Uniunea Europeană.
Pe 27 februarie 2014 Parlamentul European a votat (460 din 510 eurodeputați au fost pentru) în plenul reunit regulamentul care permite eliminarea vizelor de intrare pe teritoriul Uniunii Europene pentru cetățenii Republicii Moldova. Votul Parlamentului a fost confirmat de către Consiliului Uniunii Europene pe 14 martie 2014, iar pe 8 aprilie 2014 decizia a fost publicată în Jurnalul Oficial al Uniunii Europene. La 28 aprilie 2014, decizia de ridicare a vizelor publicată în Jurnalul Oficial al Uniunii Europene a intrat în vigoare, și începând cu ziua respectivă cetățenii moldoveni, posesori ai unui pașaport biometric, pot călători liber, oriunde în spațiul Schengen, timp de 90 de zile într-o perioadă de 180 de zile.
Acordul de comerț liber RM-UE cu privire la crearea Zonei de Comerț Liber Cuprinzator și aprofundat (ZLSAC) a fost semnat în data de 27 iunie 2014, urmând a fi implementat gradul începând cu toamna anului curent.
Pe 1 septembrie 2014, cei 28 de miniștri de externe ai Uniunii Europene au consemnat intrarea în vigoare a Acordului de Asociere cu Uniunea Europeană.

## Delegația UE
Delegația Uniunii Europene în Republica Moldova a fost deschisă la Chișinău în octombrie 2005, având statutul de misiune diplomatică și reprezintă oficial UE în Republica Moldova.
Delegații precum cea din Moldova își desfășoară misiunea în întreaga lume, în total, există peste 136 de delegații.
Mandatul delegației include următoarele sarcini:
- Promovarea relațiilor politice și economice dintre țările de acreditare și Uniunea Europeană;
- Monitorizarea implementării a Acordurilor de parteneriat și cooperare (APC) între UE și Moldova;
- Informarea publicului cu privire la evoluția UE, explicarea și protejarea anumitor politici ale UE;
- Participarea la punerea în aplicare a programelor de asistență externă ale UE (în special TACIS, FSP, PEV), axată pe sprijinirea dezvoltării democratice și a bunei guvernări, a reformei cadrului de reglementare și a consolidării capacității administrative, a reducerii sărăciei și a creșterii economice.[16]

## Alianța pentru Integrare Europeană
În august 2009, patru partide politice moldovenești au fost de acord să creeze o coaliție de guvernare numită Alianța pentru Integrare Europeană. Partidul Liberal Democrat, Partidul Liberal, Partidul Democrat din Moldova și Moldova Noastră s-au angajat să realizeze integrarea europeană și să promoveze o politică externă echilibrată, consecventă și responsabilă. 
- Alianța pentru Integrare Europeană (2009-2013)
- Coaliția Pro-Europeană (2013-2015)
- Alianța Politică pentru Moldova Europeană (2015)
- Alianța pentru Integrare Europeană III (2015-2016)

## Opinie publică
La 2 februarie 2014, Unitatea Teritorială Autonomă din Găgăuzia a organizat două referendumuri privind integrarea europeană. În primul, 98,4% au votat în favoarea aderării la Uniunea vamală a Belarusului, Kazahstanului și Rusiei, în timp ce în al doilea, 97,2% sa opus integrării în continuare cu UE. 98,9% au susținut și propunerea că Găgăuzia ar putea declara independență dacă Moldova ar fi unificat cu România . Există îngrijorare în Găgăuzia că integrarea Republicii Moldova în UE ar putea conduce o astfel de unificare cu România membră a UE, care este nepopulară în regiunea autonomă .
| Data                   | Întrebare                                                                            | Pentru | Împotriva | Abține | Nu știu |
| ---------------------- | ------------------------------------------------------------------------------------ | ------ | --------- | ------ | ------- |
| Septembrie 2014 - IMAS | Sunteți deacord cu aderarea la Uniunea Europeană?                                    | 47%    | 35%       | 8%     | 11%     |
| Septembrie 2014 - IMAS | Sunteți deacord cu aderare la Uniunea vamală a Belarusului, Kazahstanului și Rusiei? | 48%    | 35%       | 8%     | 9%      |
| Noiembrie 2014 - IMAS  | Sunteți deacord cu aderarea la Uniunea Europeană?                                    | 51%    | 36%       | 7%     | 7%      |
| Noiembrie 2014 - IMAS  | Sunteți deacord cu aderare la Uniunea vamală a Belarusului, Kazahstanului și Rusiei? | 47%    | 35%       | 6%     | 12%     |

## Euroscepticismul în Moldova
Există două partide eurosceptice în Republica Moldova, acestea fiind Partidul Socialist (1997-prezent), care are 24 de locuri în Parlamentul Republicii Moldova și Partidul Nostru (2014-prezent).